# 掌门教育
掌门教育是中華人民共和國一家教育輔導機構。掌门教育下轄掌门1对1、掌门优课、掌门少儿和小狸启蒙等品牌。

## 歷史
2005年，状元俱乐部在深圳成立，创始人是张翼。同时状元俱乐部在广东省開設线下辅导班。2009年，状元俱乐部改名掌门教育。2010年，掌门教育开始推出在线教育品牌。2014年，掌门教育更名掌门新锐。2015年，掌门新锐更名掌门1对1。2018年11月，掌门1对1推出学前教育的子品牌掌门少儿和掌门陪练。2021年6月8日，掌门教育在纽交所上市。2022年6月2日，由于掌门教育未能达到纽交所上市标准，該公司開啟退市，並且其美國存託憑證交易已暂停。2022年，掌门教育被广州家长投诉拒退學費。

## 外部連結
- 官方网站